# 毕宿增十五
HD 28527，又名BD+15 637，SAO 93975、HR 1427，是一颗金牛座的恒星，视星等为4.78，位于銀經180.38，銀緯-21.45，其B1900.0坐标为赤經4h 24m 50.1s，赤緯+15° -21.45′ 35″。